# 甘羽
甘羽，中国海警局政治工作部副主任兼发言人，大校军衔。

## 生平
2023年8月率中国海警青年军官代表团前往越南出席第三届越中海警青年军官交流活动。